# Oració a l'hort de Getsemaní (Salzillo)

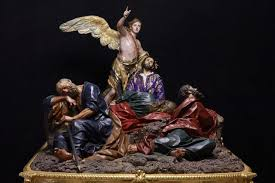
Oració a l'hort Getsemaní de Francisco Salzillo

L'Oració a l'hort de Getsemaní és una escultura de Francisco Salzillo (Múrcia, 1707 - 1783). L'autor va acabar aquesta obra l'any 1754, encarregada, juntament amb altres set passos processionals, per la confraria de Nuestro Padre Jesús Nazareno de Múrcia.

## Biografia de l'autor
Salzillo, fou fill i deixeble d'un escultor napolità, Nicolás Salzillo. Va treballar en el taller del seu pare juntament amb altres germans seus. El realisme destaca en les seves obres, per això és un dels màxims representants de l'art barroc quant a escultura en fusta policromada.

## Descripció formal
El conjunt escultòric de l'Oració a l'hort de Getsemaní, es pot dividir en dos grups de figures. el primer el formen l'àngel i Crist, i el segon, les representacions de tres apòstols dormint. L'obra es completa amb una palmera que conté entre les seves branques el Calze de la Passió i una branca d'olivera.
Cada figura és tractada de manera individualitzada. Així, cal notar la delicadesa en el treball de l'àngel, en el qual destaca la sensualitat del cos mig nu semblant a les representacions de Sant Sebastià; l'angoixa que desprèn el rostre de Crist, reforçada pel to groguenc de la pell i la túnica violeta i el realisme popular de les cares de les cares dels apòstols, que permeten suposar un perfecte estudi de les diferents actituds. Els tres apòstols, sant Joan, sant Jaume i sant Pere, creen una composició dinàmica i alhora unitària en relació al grup principal.

## Temàtica de l'escultura
L'Oració a l'hort de Getsemaní forma part del conjunt de vuit passos de Setmana Santa que Salzillo feu per a la confraria de Nuestro Padre Jesús Nazareno de l'església de Jesús de Múrcia. Els altres set passos són: l'últim sopar; el prendiment; Jesús a la columna; la Verònica; la caiguda; sant Joan i la Dolorosa. Aquesta obra agafa tot el seu sentit artístic, estètic i devocional en sortir en processó el matí del Divendres Sant pels carrers de la ciutat de Múrcia, juntament amb els altres passos en l'anomenada Processó de Salzillo, que converteix els carrers de la seva ciutat en un museu vivent.
L'obra representa l'escena dels evangelis de sant Marc, sant Mateu i sant Lluc quan Jesús i els seus deixebles van a orar a l'hort de Getsemaní, després de l'últim sopar. Els apòstols, en comptes de pregar, es queden adormits, mentre Jesús patia l'angoixa de conèixer el seu destí i es disposava a obeir la voluntat de Déu.